# 卓志
卓志（1963年1月—)，四川泸州人，中国经济学家，教授，博士生导师。2018年1月起，任西南财经大学校长、党委副书记。

## 生平
1983年3月毕业于四川宜宾师范专科学校数学专业，并于本校任职。
1991年7月获南开大学中美联合培养保险学（首届精算方向）硕士学位，后到西南财经大学任教。
1997年6月获西南财经大学应用经济学（货币银行学专业保险方向）博士学位，同年7月起任该校保险学院副院长，期间（1997年至1999年）在德国曼海姆大学商学院风险管理与保险经济研究所从事博士后研究。
2000年后，先后任西南财经大学保险学院院长、西南财经大学副校长、党委常委。2014年12月起，任山东财经大学校长。2018年1月起，任西南财经大学校长、党委副书记。

## 荣誉
他是享受中华人民共和国国务院政府特殊津贴专家、中国保险学会副会长、北美精算协会会员、中国精算师协会常务理事、四川保险学会副会长，曾获中华人民共和国2003年“全国留学回国人员先进个人”等荣誉称号。